# Il Sole 24 Ore
Il Sole 24 Ore — (італійська вимова: [ilsoːle ventikwattroːre]) – це італійська національна щоденна ділова газета, що належить Конфіндустрії [Архівовано 5 серпня 2018 у Wayback Machine.] — Федерації італійських роботодавців.
Il Sole 24 Ore має свою штаб-квартиру в Мілані і публікується на широкоформатних шпальтах. Видання є найпопулярнішою і найбільш продаваною газетою 24 Ore Group [Архівовано 22 серпня 2012 у Wayback Machine.]: щоденна бізнес-газета з найбільшим накладом у Європі, лідер у бізнесовій, фінансовій та нормативній інформації; є ключовим брендом видавничої групи. Цільова аудиторія Il Sole 24 Ore завжди була представлена читачами з високими рівнями доходу, освіти та досить прискіпливим ставленням до якості газетного контенту. Отже газета пов'язана з соціально-культурною елітою нації, і також є засобом комунікації між споживачами та виробниками високоякісної продукції та інституційним зв'язком з передовою аудиторією.

## Видавець

Видавництво Il Sole 24 ORE S.p.A.

24 Ore Group [Архівовано 10 січня 2016 у Wayback Machine.] являє собою мультимедійну видавничу організацію, що спеціалізується на бізнесі, фінансовій, професійній та культурній інформації і належить Конфіндустрії [Архівовано 5 серпня 2018 у Wayback Machine.] — основній організації, що представляє італійські виробничі та послугові підприємства; була заснована в 1910 році.

## Технічні характеристики
| Назва                 | «Il Sole 24 Ore» |
| --------------------- | --- |
| Власник               | Конфіндустрія [Архівовано 5 серпня 2018 у Wayback Machine.] під керівництвом знаменитого Лука Кордеро ді Монтецеммоло |
| Тираж                 | 334,076 (2008) |
| Тип видання           | Щоденна газета |
| Регіон розповсюдження | Два основних відділення, що займаються новинами, розташовані в Мілані, на вулиці Via Monte Rosa 91, політичний відділ — у Римі, а у травні 2009 редакція переїхала у нову штаб-квартиру на площі Незалежності. Основа доповнюється у дев'яти крупних італійських містах (Неаполь, Турин, Флоренція, Болонья, Генуя, Трієст, Падуя, Палермо та Барі). |
| Періодизація          | Виходить щодня |
| Головний редактор     | Роберто Наполетано |

## Основні етапи розвитку

### Коротка історія видання
«Il Sole 24 Ore» була вперше видана 9 листопада 1965 в результаті злиття «Il Sole» («Сонце»), заснованої в 1865 році, і «24 Ore» («24 години»), заснованої в 1933 році. Остання була створена молодими економістами, у тому числі Фердінандо-ді-Фенізйо, Ліберо Ленті і Роберто Тремеллоні, 15 лютого 1933. Власником Il Sole 24 Ore є Конфіндустрія [Архівовано 5 серпня 2018 у Wayback Machine.].

### 1. Від заснування до 1965
Газета є прямою спадкоємицею «Il Sole», заснованою в 1865 році. 9 листопада 1965 року вона була об'єднана з «24 години», що народилася в 1946 році . Вона насправді наслідує «Il Sole»: колір паперу та ін.

### 2. З 1965
У вісімдесяті роки газета стала більш інформативною, адже збагатилася новими додатками («Комп'ютер», що публікувався в п'ятницю, «Південь» — в середу, і «Неділя», культурна вставка, народилися 4 грудня 1983).
У середині дев'яностих років, «Сонце» (директор Salvatore Carrubba) стають третіми найбільш продаваними щоденними новинами в Італії, обігравши «La Stampa». На зорі нового століття (директор Ernesto Auci) газета представляє читачам новий формат і внутрішню організацію.
У 2006 році «Сонце» повністю стає кольоровим виданням (директор Ferruccio De Bortoli). Згодом запускаються нові вкладиші «Nòva24», присвячений новим технологіям, і «ON», щомісячник для чоловіків (вересень 2008 р.).

## Структура випуску
Il Sole 24 Ore: чотири газети в одній. Актуальні новини, бізнес, фінанси і фахівці.
Над усіма стоїть перша частина газети. Це журнал поточних новин, з детальним аналізом, політичними коментарями, економічною ситуацією, міжнародними темами і італійською політикою. У середині першого розділу, «Imprese e Territori» є окремим розділом, що знаходиться в тісному зв'язку з поточними новинами. Це «газета реального сектору економіки», присвячена діяльності компаній, виробничим секторам, працевлаштуванню та викликам глобальної конкуренції.
«Третя газета» представлена традиційною рубрикою «Finanza e Mercati» з інформацією про перераховані компанії, італійські міжнародні фондові ринки, облігації, іноземну валюту та сировину.
Четвертий стовп цієї системи є «журнал для професіоналів». З вівторка по п'ятницю, розділ «Norme e Tributi» є окремим розділом газети. Складаючись з 8 сторінок, він підкреслює свою мету виступати оперативним інструментом з докладними технічними аналізами. Таким чином, більше місця приділяється нормативній інформації, яка включає податкові закони, бухгалтерський облік, зайнятість, справедливість, кондомініум, територію, державне управління та місцеве самоврядування.
Основні рубрики:
- Політика
- Бізнес та економіка
- Ринок
- Нерухомість
- Урядова політика
- Державні фінанси
- Закони та податки
- Мистецтво та відпочинок

## Додатки
Додатковий спеціальний розділ для кожного дня тижня задовольняє інформаційний попит різного роду читачів. Щотижневі додатки включають в себе:
- «L'Esperto Risponde» є понеділковою сводкою для уточнення читацької невизначеності з приводу податкового законодавства, правових та адміністративних питань.
- «Rapporti24» — це вівторкові звіти, що розглядають в деталях теми, пов'язані з компаніями і конкретними територіями.
- «NOVA 24» (четвер): наука і технології. "Casa24″ — додаток, що виходить в четвер для професіоналів у справжній сфері ринку нерухомості, а також для всіх інших заходів, пов'язаних з будинком.
- «Moda24» — щоп'ятниці: картина індустрії моди та косметики.
- «Плюс» (субота): сімейні заощадження, аналіз ринку, новини ринку нерухомості та інші теми приватних інвестицій. «Plus24» — незамінний інструмент для розуміння фінансових ринків і тенденцій перерахованих компаній.
- «Доменіка» (неділя): мистецтво, література, філософія, театр, кіно, рецензії на книги, і пов'язані з цим новини. «Доменіка» і «Nòva24-Frontiere» є недільною сводкою про культуру, інновації та технології.
- Нерегулярні додатки виробляються також з акцентом на конкретному питанні, наприклад, певної галузі бізнесу.

## Крос-медійна діяльність (проекти)

### Інформаційна інтегрована система
Друкована газета представлена як частина інтегрованої інформаційної системи, яка включає в себе:
- Радіо 24: новини / розмови FM / онлайн радіо канал;
- Il Sole 24 Ore Radiocor: агентство бізнес та фінансових новин;
- 24 Minuti: зникла безкоштовна щоденна газета;
- ilsole24ore.com: онлайн газета;
- Italy24: англомовна цифрова газета;
- 24ore.tv: зниклий телеканал фінансових та всіх новин.
- Italianews: новинний вебсиндикатор.

### Професійний сервіс
Компанія пропонує професійні послуги в наступних областях: програмне забезпечення, доступ до даних, професійні бізнес-книги і довідники, класи, послуги в режимі реального часу.

### Мультимедійне видання
У 2012 році було розпочате мультимедійне видання газети. Воно включає в себе: о 6 годині щоденне видання «Сонця» у цифровому форматі для планшетних комп'ютерів з іншими ексклюзивними послугами (у тому числі – аналізом фондового ринку Азії).
У цифровому форматі також доступна «Italy24» із статтями газети, переведеними на англійську мову.

## Контент
У газеті розповідається про бізнес, політику, зміни у комерційному та трудовому праві, корпоративні новини і особливості. Обширна частка інформації і оголошення щодо фінансових продуктів надаються у щоденному додатку «Finanza e Mercati».
Головними темами, що висвітлюються в газеті, є економіка, політика, новини з області законодавства та податку, особливо — економічна сфера, фінансові ринки та рубрики експертів. Останні питання розглядаються в окремий день: фінанси та ринки. На відміну від більшості інших газет масового вжитку, «Il Sole 24 Ore» залишає мало місця для поточних подій та костюм-шоу. Замість цього, він залишається надійним інструментом оновлення для професіоналів, підприємців, державних керівників та фінансових інвесторів.

## Наклад
У 1988 році наклад «Il Sole 24 Ore» становив 320000 примірників. У 1997 році газета булла п'ятою найбільш продаваною італійською газетою з накладом 368,652 примірників.
Наклад газети був 520,000 копій у 2000 році і 414,000 копій в 2001 році. У 2004 році газета виходила накладом 373,723 копій, що робило її четвертою найбільш продаваною газетою в Італії. Її наклад був 334,076 копій в 2008 році.
Дані на липень 2015 року:
Наклад: 366,405, де 215, 594 — цифровий формат. Il Sole 24 Ore — перший щоденник в Італії, що має цифровий наклад.
Аудиторія: 889.000 читачів (джерело: Audipress [Архівовано 9 січня 2016 у Wayback Machine.] 2015.I).
Стать: чоловіча — 67 %, жіноча — 33 %.
Кваліфікація читачів: мають науковий ступінь — 39 %, закінчили лише школу — 43 %.
Соціально-демографічний профіль читачів: підприємці, керівники, фахівці — 28 %.
Географічна область: північний захід — 31 %, північний схід — 20 %, центральний регіон — 17 %, південь і острови — 22 %.

## Директори
- Mauro Masone (9 листопада 1965 — 2 січня 1969)
- Alberto Mucci (3 січня 1969 — 5 червня 1978)
- Fabio Luca Cavazza Rossi (6 червня 1978 — 30 вересня 1980)
- Mario Deaglio (1 жовтня 1980 — 14 травня 1983)
- Gianni Locatelli (15 травня 1983 — 31 липня 1993)
- Salvatore Carrubba (1 серпня 1993 — 31 грудня 1996)
- Ernesto Auci (1 січня 1997 — 8 липня 2001)
- Guido Gentili (9 липня 2001 — 10 січня 2005)
- Ferruccio De Bortoli (11 січня 2005 — 8 квітня 2009 року)
- Gianni Riotta (9 квітня 2009 — 15 березня 2011)
- Roberto Napoletano (23 березня 2011 — теперішній час)

## Оглядачі (у алфавітному порядку)
- Alberto Alesina
- Giuliano Amato
- Adriana Cerretelli
- Guido Compagna
- Claudio Gatti
- Fabrizio Forquet
- Alessandro Plateroti
- Fabrizio Galimberti
- Luigi Lazzi Gazzini
- Armando Massarenti (директор з 12 червня 2011 роки культурної вставки «Неділя»)
- Mariano Maugeri
- Alberto Negri
- Alberto Orioli
- Andrea Romano
- Guido Rossi
- Giacomo Vaciago
- Luigi Zingales

## Штаб-квартира «Il Sole 24 Ore»
Мілан, Італія
Попередньо існуюча промислова будівля була відновлена і перетворена на нову штаб [Архівовано 14 листопада 2015 у Wayback Machine.]-квартиру італійської фінансової щоденної газети «Il Sole 24 Ore». Після знесення вуличного фасаду первісного квадратного будинку, на південній стороні був створений вхід. Нова будівля — П-образної форми, з величезним центральним садом, зеленим пагорбом, що ховає підземну парковку під ним. Яскраво-зеленого кольору сонце-затемнюючі жалюзі на зовнішній стороні скляного фасаду оживляють зовнішність будівлі.